# Коллинз, Джон (футболист)
Джон А́нгус Пол Ќоллинз (англ. John Angus Paul Collins; род. 31 января 1968, Галашилс, Скоттиш-Бордерс) — шотландский футболист, тренер. Выступал на позиции полузащитника. За свою 19-летнюю карьеру футболиста играл за такие клубы, как «Хиберниан», «Селтик», «Монако», «Эвертон» и «Фулхэм». В составе национальной сборной Шотландии провёл 58 матчей, забил 12 мячей. Участник европейского первенства 1996 года и чемпионата мира 1998 года. Также был включён в состав «тартановой армии» на мундиаль 1990 года, но не сыграл на этом турнире ни одного матча.
Тренерская карьера Коллинза началась в 2006 году в его первом «игровом» клубе — «Хиберниане». «Хибс» в первом же сезоне под руководством Джона стали обладателями Кубка шотландской лиги. Несмотря на это в декабре 2007 года Коллинз разорвал контракт с эдинбургцами. Через год шотландец возглавил бельгийский «Шарлеруа», но ушёл в отставку уже в мае следующего года.

## Карьера игрока
Джон Коллинз родился 31 января 1968 года в шотландском городке Галашилс. В детстве помимо футбола серьёзно увлекался регби, но позднее сделал выбор в пользу «ножного мяча».

### Клубная карьера
С 1980 по 1984 год Коллинз играл за клуб «Хатчинсон Вейл». В свой дебютный год за «Вейл» был избран капитаном команды.
В 1984 году подписал свой первый профессиональный контракт с клубом «Хиберниан» из Эдинбурга. В 1988 году Джон был признан «Лучшим молодым игроком года» по версии коллег-футболистов. За шесть лет, проведённых в составе «хибс» Коллинз сыграл в общей сложности 195 игр, забил 21 мяч.
В 1990 году Джон перешёл в глазговский «Селтик» — «кельты» заплатили «Хиберниану» за полузащитника миллион фунтов стерлингов. Таким образом, Коллинз стал первым футболистом в истории «бело-зелёных», за которого была отдана миллионная сумма. За «Селтик» Джон провёл 273 матчей, в которых 55 раз поразил ворота соперников. С глазговцами Коллинз выиграл всего один трофей — Кубок Шотландии в 1995 году.
Летом 1996 года полузащитник на правах свободного агента перебрался в «Монако». Руководство «Селтика», опираясь на правило Босмана, потребовало от «монегасков» денежной компенсации за переход Коллинза, оперируя тем, что государство Монако не входит в Европейский союз, тем самым закон по бесплатному подписанию игроков-свободных агентов в этой ситуации не действует. УЕФА после достаточно долгих разбирательств постановила признать случай с шотландцем исключением из правил и отказала «кельтам» в праве на компенсацию за него.
В 1997 году Коллинз в составе «Монако» стал чемпионом Франции. В следующем сезоне Джон помог «монегаскам» достичь полуфинальной стадии Лиги чемпионов.
Летом 1998 года Коллинз вернулся на британскую землю, присоединившись к английскому «Эвертону». Через два года шотландец был куплен клубом «Фулхэм» за два миллиона фунтов, где в 2003 году закончил карьеру футболиста.

#### Клубная статистика
| Клуб                 | Сезон                | Чемпионат | Чемпионат | Кубок | Кубок | Кубок Лиги | Кубок Лиги | Еврокубки | Еврокубки | Итого | Итого |
| Клуб                 | Сезон                | Игры      | Голы      | Игры  | Голы  | Игры       | Голы       | Игры      | Голы      | Игры  | Голы  |
| -------------------- | -------------------- | --------- | --------- | ----- | ----- | ---------- | ---------- | --------- | --------- | ----- | ----- |
| Хиберниан            | 1985/86              | 19        | 1         | 4     | 0     | 3          | 0          | —         | —         | 26    | 1     |
| Хиберниан            | 1986/87              | 30        | 1         | 2     | 0     | —          | —          | —         | —         | 32    | 1     |
| Хиберниан            | 1987/88              | 44        | 6         | 4     | 0     | 3          | 0          | —         | —         | 51    | 6     |
| Хиберниан            | 1988/89              | 35        | 2         | 4     | 2     | 3          | 0          | —         | —         | 42    | 4     |
| Хиберниан            | 1989/90              | 35        | 6         | 3     | 1     | 2          | 1          | 4         | 1         | 44    | 9     |
| Всего за «Хиберниан» | Всего за «Хиберниан» | 163       | 16        | 17    | 3     | 11         | 1          | 4         | 1         | 195   | 21    |
| Селтик               | 1990/91              | 35        | 1         | 5     | 0     | 5          | 0          | —         | —         | 45    | 1     |
| Селтик               | 1991/92              | 38        | 11        | 4     | 1     | 2          | 0          | 3         | 0         | 47    | 12    |
| Селтик               | 1992/93              | 43        | 8         | 3     | 0     | 4          | 0          | 4         | 1         | 54    | 9     |
| Селтик               | 1993/94              | 38        | 8         | 1     | 0     | 3          | 0          | 3         | 0         | 45    | 8     |
| Селтик               | 1994/95              | 34        | 8         | 6     | 2     | 5          | 2          | —         | —         | 45    | 12    |
| Селтик               | 1995/96              | 29        | 11        | 2     | 1     | 3          | 1          | 3         | 0         | 37    | 13    |
| Всего за «Селтик»    | Всего за «Селтик»    | 217       | 47        | 21    | 4     | 22         | 3          | 13        | 1         | 273   | 55    |
| Монако               | 1996/97              | 28        | 6         | —     | —     | —          | —          | 5         | 1         | 33    | 7     |
| Монако               | 1997/98              | 25        | 1         | —     | —     | —          | —          | 3         | 0         | 28    | 1     |
| Всего за «Монако»    | Всего за «Монако»    | 53        | 7         | 0     | 0     | 0          | 0          | 8         | 1         | 61    | 8     |
| Эвертон              | 1998/99              | 20        | 1         | —     | —     | 4          | 1          | —         | —         | 24    | 2     |
| Эвертон              | 1999/00              | 35        | 2         | 4     | 0     | 1          | 0          | —         | —         | 40    | 2     |
| Всего за «Эвертон»   | Всего за «Эвертон»   | 55        | 3         | 4     | 0     | 5          | 1          | 0         | 0         | 64    | 4     |
| Фулхэм               | 2000/01              | 27        | 3         | —     | —     | —          | —          | —         | —         | 27    | 3     |
| Фулхэм               | 2001/02              | 33        | 0         | 5     | 0     | 2          | 1          | —         | —         | 40    | 1     |
| Фулхэм               | 2002/03              | 5         | 0         | 1     | 0     | 2          | 0          | 4         | 0         | 12    | 0     |
| Всего за «Фулхэм»    | Всего за «Фулхэм»    | 65        | 3         | 6     | 0     | 4          | 1          | 4         | 0         | 79    | 4     |
| Всего за карьеру     | Всего за карьеру     | 553       | 76        | 48    | 7     | 42         | 6          | 29        | 3         | 672   | 92    |

### Сборная Шотландии
Коллинз дебютировал в составе национальной сборной Шотландии 17 февраля 1988 года в товарищеском матче, в котором «тартановая армия» встречалась со сборной Саудовской Аравии. Первый «блин» не оказался «комом» — поразив ворота «зелёных» на 49-й минуте игры, Джон сравнял счёт в этом поединке, принеся своей команде ничью, 2:2. Коллинз был в составе «тартановой армии» на мировом первенстве 1990 года, но не сыграл на турнире ни одного матча. Позже Джон защищал цвета сборной на двух крупных международных форумах — чемпионате Европы 1996 года и чемпионата мира 1998 года. В матче открытия мундиаля 1998 года, реализовав пенальти, Коллинз сравнял счёт в матче против Бразилии, тем не менее в итоге шотландцы проиграли 1:2. О завершении своей карьеры в национальной команде Джон заявил в ноябре 1999 года после того, как «тартановая армия» не смогла пробиться на чемпионат Европы 2000 года, уступив в стыковых встречах англичанам.
Всего за сборную Шотландии Коллинз сыграл 58 матчей, забил 12 голов.

#### Матчи и голы за сборную Шотландии
| №  | Дата            | Место                                              | Оппонент             | Счёт | Голы Коллинза | Соревнование                                                      |
| 1  | 17 февраля 1988 | «Малаз», Эр-Рияд, Саудовская Аравия                | Саудовская Аравия    | 2:2  | 1             | Товарищеский матч                                                 |
| 2  | 25 апреля 1990  | «Хэмпден Парк», Глазго, Шотландия                  | ГДР                  | 0:1  | —             | Товарищеский матч                                                 |
| 3  | 19 мая 1990     | «Хэмпден Парк», Глазго, Шотландия                  | Польша               | 1:1  | —             | Товарищеский матч                                                 |
| 4  | 28 мая 1990     | Национальный стадион, Та'Кали, Мальта              | Мальта               | 2:1  | —             | Товарищеский матч                                                 |
| 5  | 17 октября 1990 | «Хэмпден Парк», Глазго, Шотландия                  | Швейцария            | 2:1  | —             | Отборочный матч чемпионата Европы по футболу 1992                 |
| 6  | 27 марта 1991   | «Хэмпден Парк», Глазго, Шотландия                  | Болгария             | 1:1  | 1             | Отборочный матч чемпионата Европы по футболу 1992                 |
| 7  | 19 февраля 1992 | «Хэмпден Парк», Глазго, Шотландия                  | Северная Ирландия    | 1:0  | —             | Товарищеский матч                                                 |
| 8  | 25 марта 1992   | «Хэмпден Парк», Глазго, Шотландия                  | Финляндия            | 1:1  | —             | Товарищеский матч                                                 |
| 9  | 14 октября 1992 | «Айброкс», Глазго, Шотландия                       | Португалия           | 0:0  | —             | Отборочный матч чемпионата мира по футболу 1994                   |
| 10 | 17 февраля 1993 | «Айброкс», Глазго, Шотландия                       | Мальта               | 3:0  | —             | Отборочный матч чемпионата мира по футболу 1994                   |
| 11 | 24 марта 1993   | «Айброкс», Глазго, Шотландия                       | Германия             | 0:1  | —             | Товарищеский матч                                                 |
| 12 | 28 апреля 1993  | «Да Луж», Лиссабон, Португалия                     | Португалия           | 0:5  | —             | Отборочный матч чемпионата мира по футболу 1994                   |
| 13 | 19 мая 1993     | «Кадриорг», Таллин, Эстония                        | Эстония              | 3:0  | 1             | Отборочный матч чемпионата мира по футболу 1994                   |
| 14 | 2 июня 1993     | «Питтодри», Абердин, Шотландия                     | Эстония              | 3:1  | —             | Отборочный матч чемпионата мира по футболу 1994                   |
| 15 | 8 сентября 1993 | «Питтодри», Абердин, Шотландия                     | Швейцария            | 1:1  | 1             | Отборочный матч чемпионата мира по футболу 1994                   |
| 16 | 23 марта 1994   | «Хэмпден Парк», Глазго, Шотландия                  | Нидерланды           | 0:1  | —             | Товарищеский матч                                                 |
| 17 | 20 апреля 1994  | «Эрнст Хаппель», Вена, Австрия                     | Австрия              | 2:1  | —             | Товарищеский матч                                                 |
| 18 | 27 мая 1994     | «Галгенваард», Утрехт, Нидерланды                  | Нидерланды           | 1:3  | —             | Товарищеский матч                                                 |
| 19 | 7 сентября 1994 | Олимпийский стадион, Хельсинки, Финляндия          | Финляндия            | 2:0  | 1             | Отборочный матч чемпионата Европы по футболу 1996                 |
| 20 | 12 октября 1994 | «Хэмпден Парк», Глазго, Шотландия                  | Фарерские острова    | 5:1  | 2             | Отборочный матч чемпионата Европы по футболу 1996                 |
| 21 | 16 ноября 1994  | «Хэмпден Парк», Глазго, Шотландия                  | Россия               | 1:1  | —             | Отборочный матч чемпионата Европы по футболу 1996                 |
| 22 | 18 декабря 1994 | Олимпийский стадион, Афины, Греция                 | Греция               | 0:1  | —             | Отборочный матч чемпионата Европы по футболу 1996                 |
| 23 | 29 марта 1995   | «Лужники», Москва, Россия                          | Россия               | 0:0  | —             | Отборочный матч чемпионата Европы по футболу 1996                 |
| 24 | 26 апреля 1995  | Олимпийский стадион, Серравалле, Сан-Марино        | Сан-Марино           | 2:0  | 1             | Отборочный матч чемпионата Европы по футболу 1996                 |
| 25 | 7 июня 1995     | «Тофтир», Тофтир, Фарерские острова                | Фарерские острова    | 2:0  | —             | Отборочный матч чемпионата Европы по футболу 1996                 |
| 26 | 16 августа 1995 | «Хэмпден Парк», Глазго, Шотландия                  | Греция               | 1:0  | —             | Отборочный матч чемпионата Европы по футболу 1996                 |
| 27 | 6 сентября 1995 | «Хэмпден Парк», Глазго, Шотландия                  | Финляндия            | 1:0  | —             | Отборочный матч чемпионата Европы по футболу 1996                 |
| 28 | 11 октября 1995 | «Росунда», Стокгольм, Швеция                       | Швеция               | 0:2  | —             | Товарищеский матч                                                 |
| 29 | 15 ноября 1995  | «Хэмпден Парк», Глазго, Шотландия                  | Сан-Марино           | 5:0  | —             | Отборочный матч чемпионата Европы по футболу 1996                 |
| 30 | 27 марта 1996   | «Хэмпден Парк», Глазго, Шотландия                  | Австралия            | 1:0  | —             | Товарищеский матч                                                 |
| 31 | 24 апреля 1996  | «Паркен», Копенгаген, Дания                        | Дания                | 0:2  | —             | Товарищеский матч                                                 |
| 32 | 26 мая 1996     | «Уиллоу Брук Парк», Нью-Бритен, США                | США                  | 1:2  | —             | Товарищеский матч                                                 |
| 33 | 29 мая 1996     | «Майами Оранж Боул», Майами, США                   | Колумбии             | 0:1  | —             | Товарищеский матч                                                 |
| 34 | 10 июня 1996    | «Вилла Парк», Бирмингем, Англия                    | Нидерланды           | 0:0  | —             | Чемпионат Европы по футболу 1996 (финальные игры, групповой этап) |
| 35 | 15 июня 1996    | «Уэмбли», Лондон, Англия                           | Англия               | 0:2  | —             | Чемпионат Европы по футболу 1996 (финальные игры, групповой этап) |
| 36 | 18 июня 1996    | «Вилла Парк», Бирмингем, Англия                    | Швейцария            | 1:0  | —             | Чемпионат Европы по футболу 1996 (финальные игры, групповой этап) |
| 37 | 31 августа 1996 | «Эрнст Хаппель», Вена, Австрия                     | Австрия              | 0:0  | —             | Отборочный матч чемпионата мира по футболу 1998                   |
| 38 | 5 октября 1996  | «Даугава», Рига, Латвия                            | Латвия               | 2:0  | 1             | Отборочный матч чемпионата мира по футболу 1998                   |
| 39 | 10 ноября 1996  | «Айброкс», Глазго, Шотландия                       | Швеция               | 1:0  | —             | Отборочный матч чемпионата мира по футболу 1998                   |
| 40 | 11 февраля 1997 | «Луи II», Фонвьей, Монако                          | Эстония              | 0:0  | —             | Отборочный матч чемпионата мира по футболу 1998                   |
| 41 | 2 апреля 1997   | «Селтик Парк», Глазго, Шотландия                   | Австрия              | 2:0  | —             | Отборочный матч чемпионата мира по футболу 1998                   |
| 42 | 30 апреля 1997  | «Уллеви», Гётеборг, Швеция                         | Швеция               | 1:2  | —             | Отборочный матч чемпионата мира по футболу 1998                   |
| 43 | 1 июня 1997     | Национальный стадион, Та'Кали, Мальта              | Мальта               | 3:2  | —             | Товарищеский матч                                                 |
| 44 | 7 сентября 1997 | «Питтодри», Абердин, Шотландия                     | Беларусь             | 4:1  | —             | Отборочный матч чемпионата мира по футболу 1998                   |
| 45 | 11 октября 1997 | «Селтик Парк», Глазго, Шотландия                   | Латвия               | 2:0  | —             | Отборочный матч чемпионата мира по футболу 1998                   |
| 46 | 12 ноября 1997  | «Жеффруа Гишар», Сент-Этьен, Франция               | Франция              | 1:2  | —             | Товарищеский матч                                                 |
| 47 | 22 апреля 1998  | «Истер Роуд», Эдинбург, Шотландия                  | Финляндия            | 1:1  | —             | Товарищеский матч                                                 |
| 48 | 23 мая 1998     | «Джайентс», Нью-Йорк, США                          | Колумбия             | 2:2  | 1             | Товарищеский матч                                                 |
| 49 | 30 мая 1998     | Стадион имени Роберта Ф. Кеннеди, Вашингтон, США   | США                  | 0:0  | —             | Товарищеский матч                                                 |
| 50 | 10 июня 1998    | «Стад де Франс», Париж, Франция                    | Бразилия             | 1:2  | 1             | Чемпионат мира по футболу 1998 (финальные игры, групповой этап)   |
| 51 | 16 июня 1998    | «Стад де Парк Лескюр», Бордо, Франция              | Норвегия             | 1:1  | —             | Чемпионат мира по футболу 1998 (финальные игры, групповой этап)   |
| 52 | 23 июня 1998    | «Жеффруа Гишар», Сент-Этьен, Франция               | Марокко              | 0:3  | —             | Чемпионат мира по футболу 1998 (финальные игры, групповой этап)   |
| 53 | 5 сентября 1998 | «Жальгирис», Вильнюс, Литва                        | Литва                | 0:0  | —             | Отборочный матч чемпионата Европы по футболу 2000                 |
| 54 | 4 сентября 1999 | Олимпийский стадион, Сараево, Босния и Герцеговина | Босния и Герцеговина | 2:1  | —             | Отборочный матч чемпионата Европы по футболу 2000                 |
| 55 | 8 сентября 1999 | «Кадриорг», Таллин, Эстония                        | Эстония              | 0:0  | —             | Отборочный матч чемпионата Европы по футболу 2000                 |
| 56 | 5 октября 1999  | «Айброкс», Глазго, Шотландия                       | Босния и Герцеговина | 1:0  | 1             | Отборочный матч чемпионата Европы по футболу 2000                 |
| 57 | 13 ноября 1999  | «Хэмпден Парк», Глазго, Шотландия                  | Англия               | 0:2  | —             | Отборочный матч чемпионата Европы по футболу 2002 (стыковые игры) |
| 58 | 17 ноября 1999  | «Уэмбли», Лондон, Англия                           | Англия               | 1:0  | —             | Отборочный матч чемпионата Европы по футболу 2002 (стыковые игры) |

Итого: 58 матчей / 12 голов; 25 побед, 17 ничьих, 16 поражений.

#### Сводная статистика игр/голов за сборную
| Сборная          | Год              | Отборочные матчи ЧМ | Отборочные матчи ЧМ | Финальные матчи ЧМ | Финальные матчи ЧМ | Отборочные матчи ЧЕ | Отборочные матчи ЧЕ | Финальные матчи ЧЕ | Финальные матчи ЧЕ | Товарищеские матчи | Товарищеские матчи | Итого | Итого |
| Сборная          | Год              | Игры                | Голы                | Игры               | Голы               | Игры                | Голы                | Игры               | Голы               | Игры               | Голы               | Игры  | Голы  |
| ---------------- | ---------------- | ------------------- | ------------------- | ------------------ | ------------------ | ------------------- | ------------------- | ------------------ | ------------------ | ------------------ | ------------------ | ----- | ----- |
| Шотландия        | 1988             | —                   | —                   | —                  | —                  | —                   | —                   | —                  | —                  | 1                  | 1                  | 1     | 1     |
| Шотландия        | 1990             | —                   | —                   | —                  | —                  | 1                   | 0                   | —                  | —                  | 3                  | 0                  | 4     | 0     |
| Шотландия        | 1991             | —                   | —                   | —                  | —                  | 1                   | 1                   | —                  | —                  | —                  | —                  | 1     | 1     |
| Шотландия        | 1992             | 1                   | 0                   | —                  | —                  | —                   | —                   | —                  | —                  | 2                  | 0                  | 3     | 0     |
| Шотландия        | 1993             | 5                   | 2                   | —                  | —                  | —                   | —                   | —                  | —                  | 1                  | 0                  | 6     | 2     |
| Шотландия        | 1994             | —                   | —                   | —                  | —                  | 4                   | 3                   | —                  | —                  | 3                  | 0                  | 7     | 3     |
| Шотландия        | 1995             | —                   | —                   | —                  | —                  | 6                   | 1                   | —                  | —                  | 1                  | 0                  | 7     | 1     |
| Шотландия        | 1996             | 3                   | 1                   | —                  | —                  | —                   | —                   | 3                  | 0                  | 4                  | 0                  | 10    | 1     |
| Шотландия        | 1997             | 5                   | 0                   | —                  | —                  | —                   | —                   | —                  | —                  | 2                  | 0                  | 7     | 0     |
| Шотландия        | 1998             | —                   | —                   | 3                  | 1                  | 1                   | 0                   | —                  | —                  | 3                  | 1                  | 7     | 2     |
| Шотландия        | 1999             | —                   | —                   | —                  | —                  | 5                   | 1                   | —                  | —                  | —                  | —                  | 5     | 1     |
| Всего за карьеру | Всего за карьеру | 14                  | 3                   | 3                  | 1                  | 18                  | 6                   | 3                  | 0                  | 20                 | 2                  | 58    | 12    |

### Достижения в качестве игрока

#### Командные достижения
«Селтик»
- Обладатель Кубка Шотландии: 1994/95

«Монако»
- Чемпион Франции: 1996/97

«Фулхэм»
- Победитель Чемпионата Футбольной лиги: 2000/01

#### Личные достижения
- Игрок года по версии футболистов Профессиональной футбольной ассоциации Шотландии: 1988
- Почётный список игроков сборной Шотландии по футболу: включён в 1998

## Тренерская карьера

### «Хиберниан»

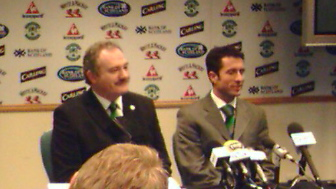
31 октября 2006. Джон Коллинз (справа) на пресс-конференции по случаю его назначения главным тренером «Хиберниана».

После того, как Коллинз завершил карьеру футболиста, он вместе со своей семьёй переехал на постоянное место жительство в Монако. Спустя некоторое время, отучившись на курсах тренеров, Джон получил лицензию «Pro», позволяющую ему руководить профессиональными командами.
31 октября 2006 года было объявлено, что шотландец возглавит клуб, где он начинал свою игровую карьеру — «Хиберниан». Дебютный сезон в качестве тренера оказался для Джона и его команды удачным — впервые за 16 лет, «Хибс» смогли выиграть трофей — им стал Кубок шотландской лиги, в финале розыгрыша которого эдинбургцы разгромили «Килмарнок» 5:1.
Несмотря на эту историческую победу в самом стане «Хиберниана» зрело недовольство наставником — многие игроки выражали недовольство тренерскими методами Коллинза, а также частой ротацией основного состава команды. Ситуация вылилась в то, что практически все футболисты первого состава «хибс» добились встречи с президентом клуба Родом Петри, на которой они потребовали отставки Джона. Петри отказался увольнять Коллинза, через прессу заявив о своей полной поддержке и одобрении методов специалиста. В сезоне 2006/07 «Хиберниан» финишировал на шестом месте национального чемпионата.
20 декабря 2007 года Коллинз неожиданно объявил о своей отставке с поста главного тренера «хибс». Пресса связала увольнение со слухами о желании Джона занять вакантное место наставника сборной Шотландии, тем не менее сам специалист их опроверг. Руководство «Хиберниана» высказало своё возмущение по поводу отставки Коллинза, так как буквально накануне заявления об увольнении он был на открытии объектов клубной инфраструктуры «хибс» и открыто сказал прессе об уверенности в своём будущем с эдинбургцами. К тому же за два месяца до отставки в СМИ прозвучали слова о том, что он не может себе позволить разрывать контракт с клубом в одностороннем порядке из-за соображений своей чести и совести.
Слухи связывали Коллинза с назначением на пост главного тренера английского «Фулхэма», но все они были развеяны приходом на эту должность Роя Ходжсона. Следующей командой, куда «сватали» Джона, стал «Вест Хэм Юнайтед» после того, как пост наставника команды покинул Алан Кербишли. Подтверждением данных пересудов было то, что Коллинз имел предметную беседу по данному вопросу с руководством «молотобойцев». Однако и здесь его ждала неудача — выбор был сделан в пользу Джанфранко Дзолы.

### «Шарлеруа»
15 декабря 2008 года Джон был назначен главным тренером бельгийского клуба «Шарлеруа». На пресс-конференции, посвящённой этому событию, Коллинз выразил радость по поводу того, что он будет вновь работать со своим бывшим подопечным Абдессаламом Бенджеллуном, выступавшим за «Шарлеруа» на правах аренды. Но практически сразу после этого «хибс» вернули марокканского форварда в свои ряды.
По итогам сезона 2008/09 бельгийский клуб занял 12-е место в национальном чемпионате. Незадолго до этого шотландский специалист объявил о том, что он покинет команду по окончании футбольного года.

### Тренерская статистика
| Хиберниан | 31 октября 2006 | 20 декабря 2007 | 54 | 23 | 15 | 16 | 42,59 |
| Шарлеруа  | 15 декабря 2008 | 15 мая 2009     | 18 | 7  | 4  | 7  | 38,89 |
| Итого     | Итого           | Итого           | 72 | 30 | 19 | 23 | 41,67 |

И — игры, В — выигрыши, Н — ничьи, П — поражения, % побед — процент побед 
(Данные откорректированы по состоянию на 16 мая 2009)

### Достижения в качестве тренера
«Хиберниан»
- Обладатель Кубка шотландской лиги: 2006/07

## Медиа карьера
В настоящее время Коллинз работает на телеканале «Sky Sports» в качестве футбольного эксперта на тематических ток-шоу и комментатора матчей Лиги чемпионов и национальной сборной Шотландии. На чемпионате мира 2010 года Джон представлял канадскую медиакомпанию «CBC Sports» в роли комментатора.